# Zaure Sadvokasovna Omarova
Zaure Sadvokasovna Omarova (ryska: Зауре Садвокасовна Омарова), född 1924 i byn Djusembaj, Karsakpaj-distriktet, Karaganda-regionen, Kirgiziska ASSR (från 1925 Kazakiska ASSR), RSFSR, död 29 oktober 2008, var en sovjetisk-kazakisk politiker. Socialminister i Kazakiska SSR och medlem för kazakiska SSR i Sovjetunionens högsta sovjet.

## Biografi
Medlem av kommunistpartiet sedan 1948. Från 1948 i ekonomiskt, socialt och politiskt arbete. Åren 1948–1985: Ingenjör, chef för planeringsavdelningen vid gruvan, senior konstruktionsingenjör vid Karagandagiproshakht institut, vice ordförande i ministerrådet för Kazakiska SSR, ordförande för Alma-Ata industris regionala exekutivkommitté, första vice i Alma-Ata regionens verkställande kommitté. Hon var ordförande i Alma-Atas (nu Almaty regionala verkställande kommitté 1963–1966. 
Omarova var socialminister i kazakiska SSR. Valdes till suppleant för Sovjetunionens högsta sovjet vid fjärde och femte kongresserna, och till ordinarie i högsta sovjet för kazakiska SSR under de femte till tionde kongresserna.